# Fabiola Ayala
Fabiola Soledad Ayala Tandi (Paraguay; 16 de abril de 1994) es una futbolista paraguaya. Juega como mediocampista en el Club Universitario de Deportes de la Liga Femenina FPF de Perú.  Es internacional con la selección de Paraguay. 
En 2019, tuvo la oportunidad de participar en la Copa Libertadores con Cerro Porteño, donde su equipo alcanzó el cuarto lugar. 

## Selección nacional
Ayala jugó el Campeonato Sudamericano Femenino Sub-20 de 2014 con la sub-20 de Paraguay y respectivamente la Copa Mundial femenina de dicha categoría, realizado en Canadá. También debutó con la selección absoluta. 

## Estadísticas

### Clubes
| Club                      | País      | Año             |
| ------------------------- | --------- | --------------- |
| Racing de Córdoba         | Argentina | 2013            |
| Olimpia                   | Paraguay  | 2014 - 2017     |
| UAA                       | Paraguay  | 2017            |
| Nacional                  | Paraguay  | 2018            |
| Cerro Porteño             | Paraguay  | 2019            |
| Palestino                 | Chile     | 2020 - 2021     |
| Cerro Porteño             | Paraguay  | 2021 - 2022     |
| FF La Solana              | España    | 2022            |
| Universitario de Deportes | Perú      | 2023 - presente |

## Palmarés

### Títulos nacionales
| Título                  | Club          | País     | Año  |
| ----------------------- | ------------- | -------- | ---- |
| Liga Femenina de Fútbol | Cerro Porteño | Paraguay | 2021 |